# 大池緑地
大池緑地（おおいけりょくち）は、愛知県春日井市の中心部に位置する都市緑地。
面積は33386平方メートル。公園内部には子供用の遊具が複数あり、トイレも完備されている。また公園の隣にグラウンドがあり、少年野球やサッカーの試合が行われている。名前の通り北側に大池があり、池を泳いでいる水鳥も観察できる。

## 施設・利用時間

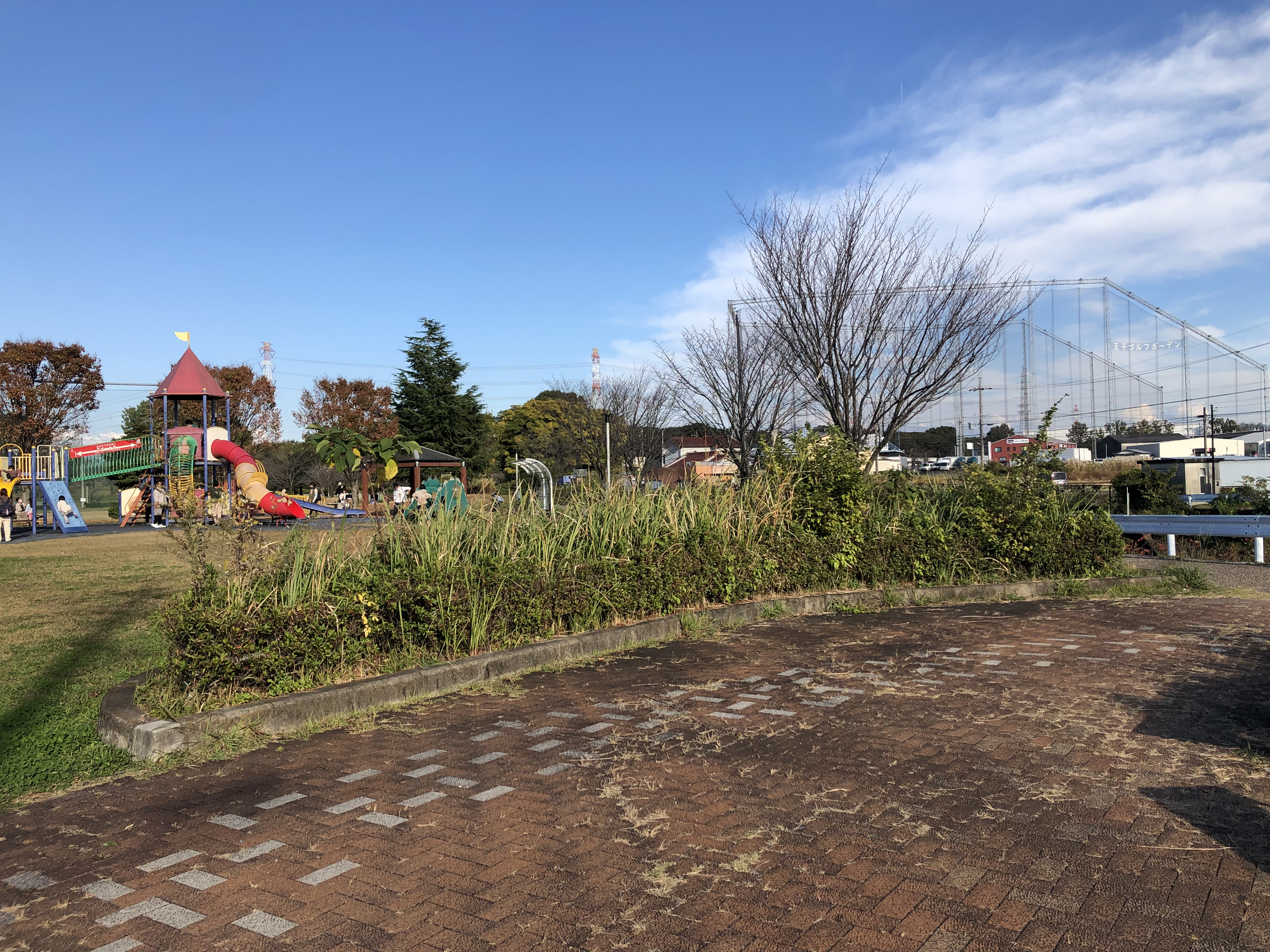

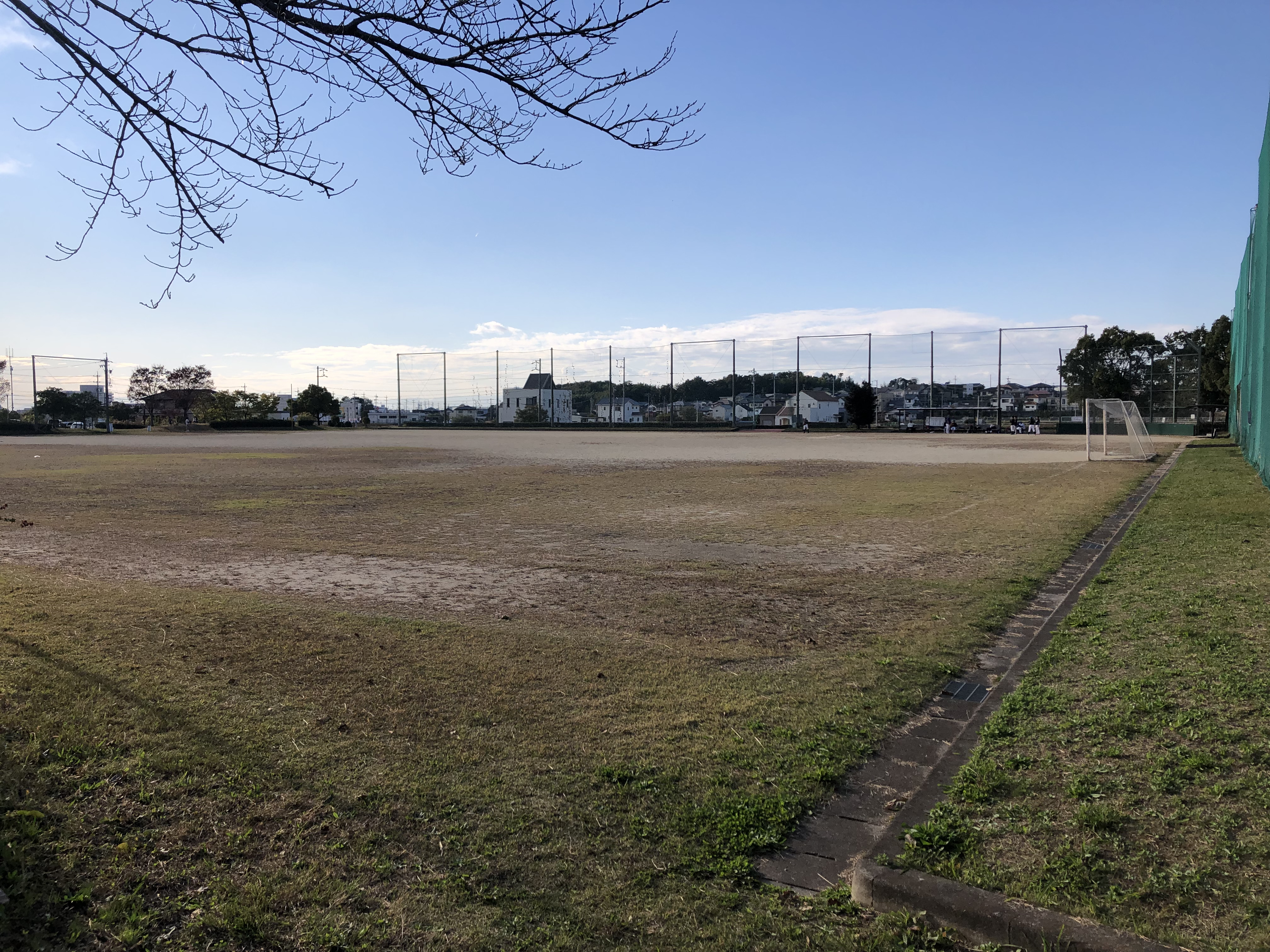

### グラウンド
- 利用種目：軟式野球、サッカー
- 面数：野球1面又はサッカー1面。
- 利用料金：無料

### 駐車場
- 午前8時 - 午後8時